# Primula obconica
Primula obconica Hance, 1880 è una pianta erbacea della famiglia delle Primulacee.

## Descrizione
È una pianta perenne, che può raggiungere l'altezza dal suolo da 5 a 20 cm (raramente da 1,5 a 25 cm).
Le sue foglie, di forma a cuore o rotonda, hanno una lunghezza da 1,5 a 14 cm, con tricomi bianchi o giallo-bruni, e una larghezza da 2,5 a 11 cm.
Nella parte inferiore sono glabre o con pelo rado lungo le nervature; nella parte superiore con poco pelo, appena lanuginoso o con poco pelo sottile; gli apici sono arrotondati.
Gli steli possono portare un'infiorescenza a ombrella con da 2 a 13 fiori. Le brattee sono lunghe da 3 a 10 mm. I gambi, lunghi da 5 a 20 mm sono muniti di peluria lanuginosa.
I fiori ermafroditi, a cinque petali disposti radialmente, possono presentare più stili o un solo lungo stilo.
Gli stami dei fiori a lungo stilo sono presso la base della corona; lo stilo giunge vicino alla bocca della corona. Nei fiori a stilo corto gli stami giungono fino alla metà della canna; lo stilo è lungo dai 2 ai 2,5 mm.
Il calice, con forma da bicchiere ad ampia campana, con peluria corta o sottile consiste in cinque foglioline.
Produce frutti a capsula.
Il numero cromosomico è 2n = 22 o 62.

## Distribuzione e habitat
Primula obconica cresce nelle zone centrali e meridionali della Cina, nelle provincie di Guangdong, Guangxi, Guizhou, Hubei, Hunan, Jiangxi, Sichuan, Yunnan e nel territorio autonomo del Tibet, ma viene segnalata anche in Thailandia.
Il suo habitat sono in generale boschi folti e cespugliosi, luoghi rocciosi nei boschi montani, ad altezze s.l.m. da 500 a 3300 m.

## Tassonomia
Primula obconica fu descritta per la prima volta nel 1880 da Henry Fletcher Hance.
Sono note le seguenti sottospecie:
- Primula obconica subsp. obconica – sottospecie nominale
 Fiorisce da marzo a giugno. Cresce in luoghi ombrosi ed umidi dei boschi ad altezze da 1600 a 2200 m s.l.m. È la sottospecie più diffusa ed è nota nelle province di Guangdong, Guangxi, Guizhou, Hubei, Hunan, Jiangxi, Sichuan e Yunnan.
- Primula obconica subsp. begoniiformis (Petitm.) W.W.Sm. & Forrest
Diffusa nel sud-ovest dello Sichuan e nella parte occidentale dello Yunnan e cresce nei boschi montani su luoghi rocciosi ad altezze da 1600 a 2200 m s.l.m.
- Primula obconica subsp. fujianensis C.M.Hu & G.S.He
- Primula obconica subsp. nigroglandulosa (W.W.Sm. & H.R.Fletcher) C.M.Hu
 È endemica nella parte occidentale dello Yunnan (Lushui Xian, Tengchong Xian).
- Primula obconica subsp. parva (Balf.f.) W.W.Sm. & Forrest
Predilige i luoghi asciutti di roccia calcarea ad altezze dagli 1800 ai 2000 m s.l.m. È endemica nel centro dello Yunnan (Huize Xian, Kunming Shi).
- Primula obconica subsp. werringtonensis (Forrest) W.W.Sm. & Forrest
Fiorisce da maggio a giugno. Cresce nei cespugli dei prati lungo i corsi d'acqua e nei boschi aperti ad altezze fra i 3000 e i 3300 m s.l.m. È endemica nel Sichuan occidentale e nel nord dello Yunnan.

## Usi

Formula di struttura del Primin

Primula obconica è richiesta come pianta ornamentale e nota come pianta da appartamento.
Essa appartiene ai tipi di primula, che con i suoi tricomi secerne il derivato del benzochinone primin, che già in piccola quantità può provocare al contatto con la pelle irritazione e reazioni allergiche.
Il decorso della "dermatite da primula", che viene osservato come malattia professionale dei giardinieri, risulta estremamente ostinato.
Tuttavia già ora si coltivano varietà prive di questo agente irritante e allergenico.